# Redes (Revueltas)
Redes est une œuvre de Silvestre Revueltas composée en 1935.

## Présentation
Il s'agit d'une musique de film. Au départ, Silvestre Revueltas travaillait pour un documentaire réalisé par Paul Strand, intitulé Pescados (Poissons). Finalement, le projet se transforma en film de fiction réalisé par Fred Zinnemann et Emilio Gómez Muriel, avec Paul Strand à la photographie.
Le film définitif décrit la vie des pêcheurs d'Alvarado dans l'État de Veracruz, et porte le titre de Redes (Filets). 
En 1943, le chef d'orchestre autrichien Erich Kleiber, exilé au Mexique, réalise une suite à partir de la musique du film. C'est cette suite qui est jouée en concert.

## Mouvements
- Los pescadores (les pêcheurs)
- Funeral del niño (funérailles de l'enfant)
- Salida a la pesca (la sortie de pêche)
- Lucha (lutte)
- Regreso de los pescadores con su compañero muerto (retour des pêcheurs avec leur compagnon mort)